# Venturia (zoologia)
Venturia és un gènere de vespes parasitoides, de la família del icneumònids (subfamília Campopleginae). Té una distribució cosmopolita però sobretot és present les Amèriques. El gènere Venturia va ser descrit per Curt Schrottky el 1902, i fou anomenat així en honor de S. Venturi qui devem "moltes espècies molt interessants" (l'espècie tipus Venturia argentina fou recollida per Venturi a Buenos Aires).
L'espècie V. canescens, que pon els seus ous a l'eruga d’Ephestia kuehniella, els protegeix del sistema immunitari de l'eruga de dues maneres: d'una banda els ous estan coberts d'una proteïna que els "amaga" dels hemòcits de l'eruga (les seves cèl·lules immunitàries); d'altra banda, la vespa injecta al cos de l'eruga, al mateix temps que els seus ous, partícules semblants a virus que infecten els hemòcits i els inactiven. És plausible que altres espècies del gènere utilitzin els mateixos mitjans.

## Llista d'espècies
- V. ahlensis Maheshwary, 1977
- V. altia (Morley, 1913)
- V. amplareolata Wahl, 1987
- V. anareolata Wahl, 1987
- V. anatolica Horstmann, 1987
- V. anchisteus Wahl, 1987
- V. arenicola Horstmann, 1973
- V. argentina Schrottky, 1902
- V. aritai Momoi, 1970
- V. assamensis Maheshwary, 1977
- V. atricolor (Gyorfi, 1946)
- V. australis Wahl, 1987
- V. bergi (Brethes, 1922)
- V. bicarinata Wahl, 1984
- V. bolibasalis (Morley, 1926)
- V. brachypropodealis Wahl, 1987
- V. canescens (Gravenhorst, 1829)
- V. capulata Wahl, 1987
- V. catarinensis Wahl, 1984
- V. catoptron Wahl, 1984
- V. citriscapus Wahl, 1984
- V. compacta Wahl, 1987
- V. compressa Wahl, 1984
- V. crassicaput (Morley, 1926)
- V. chnaura Wahl, 1987
- V. daschi Wahl, 1987
- V. depressa Wahl, 1984
- V. desertorum Horstmann, 2008
- V. dilatata (Cameron, 1907)
- V. dioryctriae Kusigemati, 1988
- V. dreisbachi Wahl, 1987
- V. durangensis Wahl, 1987
- V. eremna Wahl, 1987
- V. erythrogaster Wahl, 1987
- V. erythropus (Ashmead, 1890)
- V. exareolata Momoi, 1970
- V. femorata (Szepligeti, 1910)
- V. finlaysonae Wahl, 1987
- V. floridensis Wahl, 1987
- V. fuscifemorata Wahl, 1987
- V. gaesata Wahl, 1987
- V. gelechiae (Ashmead, 1890)
- V. genalis Wahl, 1984
- V. girishi Sudheer & Narendran, 2006
- V. hadra Wahl, 1987
- V. hakonensis (Ashmead, 1906)
- V. hexados Maheshwary, 1977
- V. hibiscellae Wahl, 1987
- V. himachala Maheshwary, 1977
- V. inclyta (Morley, 1923)
- V. inquinata (Morley, 1913)
- V. intrudens (Smith, 1878)
- V. jordanae Fitton, 1994
- V. keralensis Sudheer & Narendran, 2006
- V. lankana Maheshwary, 1977
- V. latrunculus Wahl, 1987
- V. leptogaster (Cameron, 1904)
- V. licina Wahl, 1987
- V. linearis Momoi, 1970
- V. longicauda Wahl, 1984
- V. longicuspis Wahl, 1987
- V. longipropodeum (Uchida, 1942)
- V. longiterebrae (Rao, 1953)
- V. macilenta (Cresson, 1874)
- V. magrettii (Kriechbaumer, 1884)
- V. malaisei Maheshwary, 1977
- V. marjoriella Wahl, 1987
- V. masoni Wahl, 1987
- V. mayi Wahl, 1987
- V. maynei (Cameron, 1912)
- V. meridionalis (Ashmead, 1894)
- V. micraulax Wahl, 1987
- V. micheneri Wahl, 1987
- V. minuta Maheshwary, 1977
- V. mongolica (Kokujev, 1915)
- V. montana Maheshwary, 1977
- V. mulleola Wahl, 1987
- V. musae Wahl, 1984
- V. neoinclyta Sudheer & Narendran, 2006
- V. nickelseni Wahl, 1987
- V. nigra (Townes, 1958)
- V. nigricoxalis (Cushman, 1915)
- V. nigriscapus (Viereck, 1921)
- V. nigritegula Maheshwary, 1977
- V. oblongata Maheshwary, 1977
- V. ocypeta (Gauld, 1984)
- V. ochreiventris (Enderlein, 1914)
- V. oditesi (Sonan, 1939)
- V. ovivenans Zwart, 1973
- V. palmaris (Wilkinson, 1928)
- V. pallipennis Horstmann, 2008
- V. pastranai (Blanchard, 1946)
- V. patula (Viereck, 1912)
- V. pedalis (Cresson, 1865)
- V. peringueyi (Cameron, 1906)
- V. peruviana (Cushman, 1940)
- V. picturator Aubert, 1970
- V. platyura Wahl, 1987
- V. plaumanni Wahl, 1984
- V. portalensis Wahl, 1987
- V. porteri (Brethes, 1913)
- V. prolixa Wahl, 1987
- V. pseudocampoplexa Maheshwary, 1977
- V. pulsator (Seyrig, 1935)
- V. pullata Wahl, 1987
- V. pumila Wahl, 1987
- V. punctata Wahl, 1987
- V. quadrata Maheshwary, 1977
- V. roborowskii (Kokujev, 1915)
- V. robusta (Ceballos, 1955)
- V. rufiventris Schrottky, 1902
- V. saxatilis de Santis, 1975
- V. scitula Wahl, 1987
- V. sculleni Wahl, 1987
- V. serpentina Maheshwary, 1977
- V. sessilinervis (Cameron, 1906)
- V. simillima Maheshwary, 1977
- V. sokanakiakorum (Viereck, 1917)
- V. spectabilis Wahl, 1987
- V. splendidellae (Momoi, 1962)
- V. sundaica Maheshwary, 1977
- V. taiwana (Sonan, 1937)
- V. taneces Wahl, 1987
- V. tectonae (Perkins, 1936)
- V. testaceipes (Brethes, 1909)
- V. tetragona Wahl, 1984
- V. texana Wahl, 1987
- V. tezcatlipocai Wahl, 1984
- V. timocraticae (Blanchard, 1946)
- V. townesi (Momoi, 1965)
- V. townesorum Wahl, 1984
- V. triangulata Maheshwary, 1977
- V. tricolorata (Cameron, 1909)
- V. tristis Wahl, 1987
- V. uttara Maheshwary, 1977
- V. valelaminata Maheshwary, 1977